# Gerald Barbarito
Gerald Michael Barbarito (ur. 4 stycznia 1950 w Brooklynie, Nowy Jork) – amerykański duchowny katolicki, biskup Palm Beach na Florydzie. 

## Życiorys
Do kapłaństwa przygotowywał się w Huntington. Święcenia kapłańskie otrzymał 31 stycznia 1976. Przez pierwsze pięć lat kapłaństwa pracował duszpastersko w dzielnicy Nowego Jorku Queens. Został następnie wysłany do Waszyngtonu na dalsze studia na Katolickim Uniwersytecie Ameryki, które zakończył licencjatem z prawa kanonicznego. Po powrocie do rodzinnej diecezji Brooklyn służył jako wicekanclerz, sekretarz biskupi, mistrz ceremonii i pracownik kurii.
28 czerwca 1994 otrzymał nominację na biskupa pomocniczego Brooklynu ze stolicą tytularną Gisipa. Sakry udzielił mu miejscowy ordynariusz Thomas Daily. Podczas swej posługi odpowiadał za wschodnią część diecezji. 26 października 1999 mianowany ordynariuszem Ogdensburga w płn. części stanu Nowy Jork (urząd objął kanonicznie 7 stycznia 2000), a po kilku latach w dniu 1 lipca 2003 został przeniesiony na biskupstwo Palm Beach po odchodzącym w tym samym dniu na arcybiskupstwo Boston Seanie O’Malleyu. 28 sierpnia 2003 miał miejsce uroczysty ingres do katedry św. Ignacego Loyoli.